# Houston County, Texas
Houston County är ett administrativt område i delstaten Texas, USA, med 23 732 invånare (2010). Den administrativa huvudorten (county seat) är Crockett.

## Geografi
Enligt United States Census Bureau har countyt en total area på 3 204 km². 3 188 km² av den arean är land och 16 km² är vatten.

### Angränsande countyn
- Anderson County - norr
- Cherokee County - nordost
- Angelina County - öster
- Trinity County - sydost
- Walker County - söder
- Madison County - sydväst
- Leon County - väster

### Orter
- Crockett (huvudort)
- Grapeland
- Kennard